# Księginice (przystanek kolejowy)
Księginice – przystanek kolejowy w Księginicach, w województwie dolnośląskim, w powiecie średzkim, w Polsce. Według klasyfikacji PKP ma kategorię dworca aglomeracyjnego.

## Ruch pasażerski
| Rok  | Wymiana pasażerska na dobę |
| ---- | -------------------------- |
| 2017 | 150-199                    |
| 2022 | 200-299                    |